# Koppenbach (Hohenwart)
Koppenbach ist ein Gemeindeteil des oberbayerischen Marktes Hohenwart, Landkreis Pfaffenhofen an der Ilm. Bis 1978 war das Dorf der Sitz einer selbstständigen Gemeinde.

## Geographische Lage
Das Dorf Koppenbach liegt am Koppenbach, etwa drei km südwestlich des Hauptorts der Marktgemeinde.

## Geschichte
Zur 1818 mit dem zweiten bayerischen Gemeindeedikt gegründeten Gemeinde gehörten auch die Orte Ellenbach, Englmannsberg, Hahnhof, Loch, Rothof und Wolfshof. Bis zur Gebietsreform in Bayern gehörte die selbstständige Gemeinde Klosterberg zu dem am 30. Juni 1972 aufgelösten Landkreis Schrobenhausen und kam dann zum Landkreis Pfaffenhofen an der Ilm. Am 1. Januar 1978 wurde Koppenbach mit allen Gemeindeteilen in den Markt Hohenwart eingegliedert.

## Baudenkmäler
Die Ortskapelle ist verputzter Satteldachbau mit Giebeldachreiter aus der 2. Hälfte des 19. Jahrhunderts.